# Jacques Bertin
Jacques Bertin (Maisons-Laffitte, 27 luglio 1918 – Parigi, 3 maggio 2010) è stato un cartografo francese.
Jacques Bertin è riconosciuto per il suo libro Semiologie Graphique (Semiology of Graphics), pubblicato per la prima volta nel 1967. Questo importante lavoro, basato sulla sua esperienza di cartografo e geografo, rappresenta il primo e più ampio contributo alla creazione delle fondamenta teoriche della progettazione della visualizzazione delle informazioni.

## Biografia
Jacques Bertin è nato nel 1918 a Maisons-Laffitte, Yvelines, in Francia. All'età di 10 anni ricevette il primo premio in cartografia quando si trovava ancora alla scuola primaria. Non ebbe mai problemi nel disegno, e si interessò all'architetture, all'insegnamento del disegno e alla cartografia. Conseguentemente, finì per studiare geografia e cartografia all'Università della Sorbonne.
Divenne fondatore e direttore del Laboratorio di Cartografia della École pratique des hautes études (EPHE) nel 1954, e direttore dell'educazione nel 1957. Nel 1967 divenne professore alla Sorbonne, e nel 1974 divenne direttore dell'educazione e direttore del Laboratorio di Geografia alla École des hautes études en sciences sociales (EHESS), la quale è parte della École pratique des hautes études (EPHE, VIe Section). Successivamente, negli anni '70 divenne direttore di ricerca al Centre national de la recherche scientifique (CNRS).
Nel 1993 Bertin ricevette il riconoscimento "Mercator-Medaille der Deutschen Gesellschaft für Kartographie" e nel 1999 la Carl Mannerfelt Gold Medal dalla International Cartographic Association.
Berin muore a Parigi il 3 maggio 2010

## La teoria delle variabili visive
Nel libro Semiologie Graphique, Jacques Bertin illustra un concetto basilare per la teoria della visualizzazione delle informazioni, definito come variabili visive.

## Pubblicazioni
Jacques Bertin ha pubblicato numerosi testi scientifici, quali mappe articoli e scritti sul disegno di mappe, semiologia, progettazione dell'informazione e progettazione grafica
- 1967. Sémiologie Graphique. Les diagrammes, les réseaux, les cartes. Paris: Gauthier-Villars. (Traduzione del 1983. Semiology of Graphics, di William J. Berg.)
- 1969. Etude et réalisation d'un dispositif de goniométrie et d'observation de formes d'onde, en large bande.
- 1976. Experimental and Theoretical Aspects of Induced Polarization. 2 vol. con J. Loes. Berlin: Gebruder. Borntraeger.
- 1977. Graphique et le traitement graphique de l'information. con Serge Bonin [et al.].
- 1977. La graphique et le traitement graphique de l'information. Paris: Flammarion, 1977, 273 p. (Traduzione del 1981. Graphics and graphic information-processing, di William J. Berg e Paul Scott).
- 1992. Harper atlas of world history. con Pierre Vidal-Naquet. N.Y. : Harper Collins.
- 1997. Atlas historique universel. Panorama de l'histoire du monde. Con J. Devisse, D. Lavallée e J. Népote. Genève: Éd. Minerve, 180 p.
- 2006. Nuovo atlante storico Zanichelli / sotto la direzione di Pierre Vidal-Naquet; direzione della cartografia.